# Лозинська сільська рада
Лозинська сільська рада — колишній орган місцевого самоврядування у Яворівському районі Львівської області. Адміністративний центр — село Лозино.

## Загальні відомості
Лозинська сільська рада утворена в 1947 році. Територією ради протікає річка Стара.

## Населені пункти
Сільській раді підпорядковані населені пункти:
- с. Лозино
- с. Великі Гори
- с. Верхутка
- с. Дубровиця
- с. Середній Горб
- с. Ставки
- с. Турича

## Склад ради
Рада складалася з 16 депутатів та голови.

### Керівний склад попередніх скликань
| ПІБ                     | Основні відомості                                                               | Дата обрання | Дата звільнення |
| ----------------------- | ------------------------------------------------------------------------------- | ------------ | --------------- |
| Попель Петро Васильович | Сільський голова, 1950 року народження, безпартійний                            | 26.03.2006   | 03.11.2007      |
| Пурський Ігор Семенович | Сільський голова, 1959 року народження, освіта середня спеціальна, безпартійний | 31.10.2010   |                 |

Примітка: таблиця складена за даними джерела